# عمران‌لی
عمران‌لی (به ترکی استانبولی: İmranlı، به کردی: Macîran‎) یک منطقهٔ مسکونی در ترکیه است که در استان سیواس واقع شده‌است. عمران‌لی ۱٬۶۵۰ متر بالاتر از سطح دریا واقع شده‌است.